# 노동기준감독서

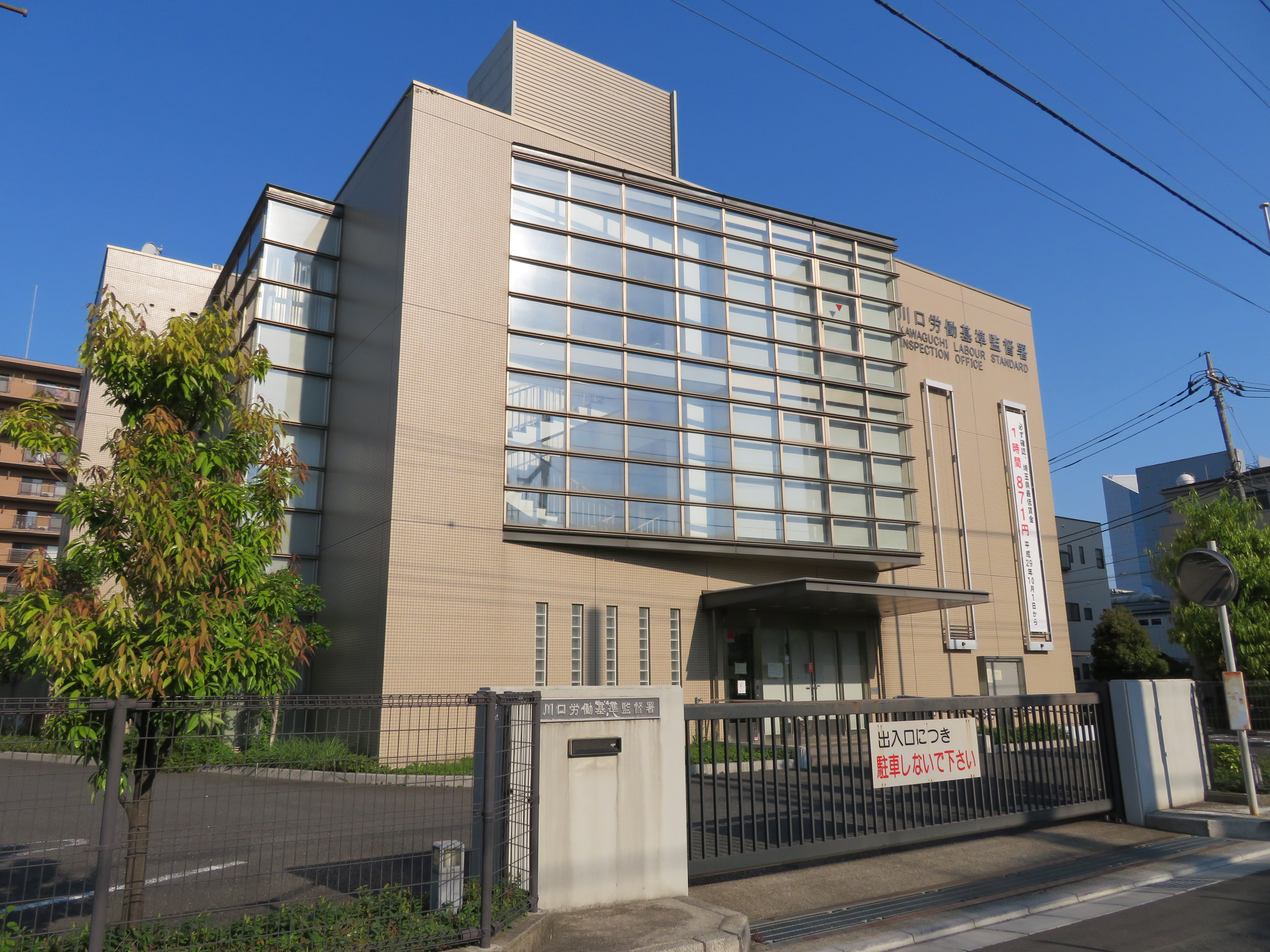
카와구치현 노기서 청사.

노동기준감독서(일본어: 労働基準監督署 로도키슌칸토쿠쇼[*])는 노동기준법 및 기타 노동자 보호법규에 따라 사업장에 대한 감독 및 산재보험 급부, 노동기준법 위반 단속 수사, 노동안전위생법 등에 의한 면허의 선임, 취업규칙 검인 등을 수행하는 일본 후생노동성의 출선기관이다.  약칭은 노기서(労基署). 각지 노기서는 도도부현 노동국의 지휘감독을 받고, 도도부현 노동국은 주로 후생노동성 내부부국인 노동기준국의 지휘감독을 받는다.
법률에 근거한 최저노동기준의 준수에 관하여 사업자 등을 감독하는 것을 주업무로 한다. 노기서에는 감독주무과, 산재보험주무과, 안전위생주무과가 설치되어 있으며, 직원은 주로 감독업무를 담당하는 노동기준감독관(労働基準監督官), 주로 산재보험업무나 서무를 담당하는 후생노동사무관(厚生労働事務官), 안전위생업무를 담당하는 후생노동기관(厚生労働技官) 등이 있다.
감독주무과는 여러 명의 노동기준감독관을 두고, 정기적으로 혹은 노동자로부터의 법위반 신고가 있을 때에 그에 기초하여 노동자의 노동조건 확보 등을 목적으로 사업장에 출두하여 임금대장 및 그 밖의 노무관계서류, 안전위생관리 상황을 조사하고, 법위반이 인정될 경우 행정지도를 실시한다. 노동기준감독관 및 노동기준감독서장은 사법경찰원으로서, 노동기준법을 위반한 피의사건에 대하여 수사권이 인정되며, 형사소송법상 고소소발처이기도 하다. 이러한 류의 사건은 경찰서 생활안전과에서도 취급한다.
산재보험주무과에서는 산업재해나 통근재해의 인정 및 급부, 산재보험의 적용 및 노동보험료 징수를 실시한다.
안전위생주무과에서는 도동안전위생법 위반 등의 시정지도 외에, 법 위반이 아니더라도 산재 등을 발생시킬 수 있는 사업장에 대한 개별지도를 수행한다.
또한 개별 노동분쟁해결제도의 조언 및 알선은 도도부현 노동국의 업무이지만, 도도부현 노동국 직원이 노기서에 장소를 설치해서 출장업무를 실시하고 있다.